# Хронология войны в Грузии (2008)

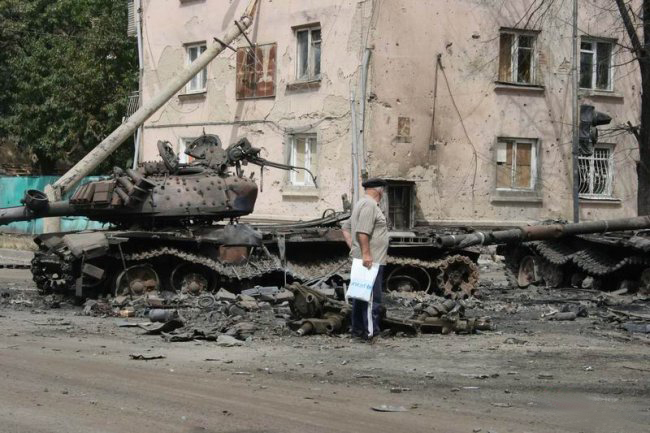
Уничтоженный грузинский Т-72 в Цхинвале

## Предшествовавшие события

### В изложении грузинской стороны
Хронология основана на версии, представленной Грузией 8 августа 2008 года на 5951-м заседании СБ ООН:
- Утром 1 августа в результате подрыва двух взрывных устройств дистанционного управления пострадал лёгкий грузовой автомобиль с шестью грузинскими полицейскими. Пять полицейских получили ранения[1].
- 2 августа в результате ночного артиллерийского и миномётного обстрела грузинских деревень в южноосетинской зоне конфликта получили ранения шесть гражданских лиц и один грузинский полицейский[1].
- 3 августа правительство Южной Осетии объявило об эвакуации в Северную Осетию более 500 человек, в том числе 400 детей[1].
- 6 августа в результате миномётного обстрела пяти грузинских сёл ранены два военнослужащих грузинского батальона Смешанных сил по поддержанию мира[1].
  - Вечером министр Грузии по вопросам реинтеграции Темур Якобашвили заявил по телевидению, что грузинское правительство настаивает на прямом двустороннем диалоге с цхинвальскими властями при посредничестве российского посла по особым поручениям Юрия Попова. Вице-премьер Южной Осетии и сопредседатель смешанной контрольной комиссии (СКК) Борис Чочиев отказался принять участие в переговорах, настаивая на переговорах в формате СКК (в которую входят представители Грузии, России, Южной и Северной Осетий)[1].
- В ночь с 6 на 7 августа с осетинской стороны вёлся миномётный и артиллерийский обстрел грузинских правоохранительных органов и миротворческих подразделений[1].
- Утром 7 августа в интервью российским СМИ президент самопровозглашённой Южной Осетии Эдуард Кокойты заявил, что, если грузинское правительство не выведет свои войска из этого региона, он начнёт их «вычищать»[1].
  - Президент Грузии Саакашвили, выступая 7 августа перед журналистами в военном госпитале в Гори, где он навещал раненых грузинских военнослужащих, заявил, что, «несмотря на нападения на грузинские деревни, Тбилиси проявляет максимальную сдержанность». Он также «призвал Россию отозвать из Южной Осетии своих должностных лиц в этом регионе, которые считают себя так называемым южноосетинским правительством»[1].
  - Утром Темур Якобашвили посетил зону конфликта для того, чтобы встретиться с представителями югоосетинского руководства. Он встретился в Цхинвали с командующим Смешанными силами по поддержанию мира Маратом Кулахметовым. Югоосетинские представители, однако, снова отказались вступать с ним в переговоры. Глава Совета безопасности Южной Осетии Анатолий Баранкевич «пригрозил, что из Северной Осетии в Южную для борьбы с грузинскими вооружёнными силами выступили вооружённые группы казаков»[1].
  - Примерно в 16:00 с осетинской стороны возобновился артиллерийский обстрел грузинских сёл. При взрыве принадлежащей грузинскому миротворческому батальону БМП три грузинских военнослужащих получили ранения. Позднее был взорван контрольно-пропускной пункт грузинских миротворцев в Авневи, в результате чего погибли несколько грузинских военнослужащих и гражданских лиц[1]. Президент Саакашвили заявил, что отдал грузинским силам в зоне конфликта приказ не отвечать на стрельбу со стороны Южной Осетии[2].
  - В 19:10 президент Саакашвили, выступая в прямом телевизионном эфире, заявил, что он отдал грузинским вооружённым силам приказ прекратить огонь в Южной Осетии, чтобы предоставить Южной Осетии ещё одну возможность для возобновления переговоров. Он заявил, что согласен на переговоры в любом формате, и предложил России стать гарантом максимально широкой автономии Южной Осетии в составе Грузии. Он сообщил, что с грузинской стороны есть погибшие и раненые, а многие дома разрушены, и предложил Цхинвали начать немедленные переговоры, чтобы обсудить план мирного урегулирования, по которому Южной Осетии будут даны права «неограниченной автономии»[1].
  - Примерно в 20:30 грузинское село Авневи вновь подверглось обстрелу. Примерно в 22:15/22:30 было обстреляно грузинское село Приси[1][2]. В результате несколько человек с грузинской стороны получили ранения. Приблизительно в 23:30 был открыт огонь по всем грузинским позициям вокруг столицы Южной Осетии Цхинвали, в том числе по селам Тамарашени и Курта[1].

### В изложении южноосетинской и российской стороны
- 2 августа МИД Южной Осетии заявил: «Развитие событий вокруг Южной Осетии на протяжении последних недель вновь характеризуется нарастающей напряжённостью. Провокационные действия грузинской стороны обострили обстановку в зоне грузино-осетинского конфликта до опасного предела. (…) С вечера 1 августа, всю ночь и утро 2 августа … развернули боевые действия, производя массированные артиллерийские обстрелы г. Цхинвал, других осетинских населённых пунктов, с попытками захвата ключевых стратегических позиций. Жилые кварталы и посты МВД РЮО в восточной, юго-восточной, северной и южной части города Цхинвал, вплотную примыкающие к территории Грузии, села Велит, Прис, Дменис, Сарабук, Сатикар, Мугут были подвергнуты массированному обстрелу. Огонь из снайперского оружия, крупнокалиберных пулемётов с применением гранатомётов, миномётов и артиллерийских систем вёлся из грузинских населённых пунктов Эргнети и Никози, а также со стороны временно оккупированных сёл Южной Осетии с преимущественно грузинским населением, в которых расположены незаконно введённые в зону конфликта подразделения грузинских силовых ведомств. В результате этой варварской акции погибли 6 мирных жителей и сотрудников правоохранительных органов Южной Осетии. 12 человек с различными огнестрельными и осколочными ранениями доставлено в Республиканскую соматическую больницу»[3].
- 3 августа Пресс-служба минобороны и чрезвычайных ситуаций Южной Осетии заявила, что вблизи от её границ наблюдается передвижение грузинских вооружённых сил: «Со стороны военной базы в Гори к Цхинвалу выдвинулась артиллерийская колонна в составе одного дивизиона артиллерийских установок Д-30 и двух миномётных батарей, которые являются составной частью четвёртой мотопехотной бригады Министерства обороны Грузии»[4].
  - По просьбе югоосетинской стороны военными наблюдателями ССПМ от трёх сторон и представителями миссии ОБСЕ организовано сопровождение автомобилей, вывозивших детей из удалённых сёл Знаурского района Южной Осетии. Всего в Цхинвали доставили около 70 детей из сёл Мугути и Дидмуха[источник не указан 861 день].
  - Ночью со стороны грузинской военной базы в Гори к Цхинвали выдвинулась колонна артиллерии в составе дивизиона артиллерийских установок Д-30 и двух миномётных батарей. В течение всего дня поступала информация, что грузинская сторона планомерно увеличивает концентрацию войск и техники в зоне конфликта[5].
- В ночь с 5 на 6 августа над зоной конфликта было зафиксировано 8 пролётов реактивной авиации по маршруту с юга (город Гори) на север (посёлок Джава)[5].
- 6 августа грузинская сторона попыталась захватить господствующую высоту в районе села Нули. Эта атака была отбита силовыми структурами Южной Осетии, при этом уничтожен один грузинский БТР и несколько военнослужащих грузинской армии[6][7][8].
  - Грузия продолжала скрытное сосредоточение артиллерийских систем и систем залпового огня «Град» в непосредственной близости от границ Южной Осетии. Из Кутаиси в сторону Гори началось выдвижение армейских грузовиков с солдатами, БМП, установок залпового огня и артиллерийских орудий.
- В ночь с 6 на 7 августа грузинская сторона обстреляла сёла Дменис, Сарабук и Тлиаканскую высоту из тяжёлых орудий (в частности из 152-мм гаубиц)[9][10][11].
- широкомасштабной военной операции против Цхинвала Грузией была сформирована группировка сил вторжения численностью до 12 000 военнослужащих[5].
- 7 августа со стороны села Авневи грузинская сторона вела массированный огонь из крупнокалиберного оружия по селу Хетагурово[12].
  - К утру грузинская сторона сосредоточила на границе с Южной Осетией около 12 тысяч человек и 75 танков возле Гори[13].
  - 7 августа утром грузинский спецназ, используя миномёты и самоходные установки, предпринял попытку захвата Присских высот, однако атака была отбита[6].
  - В 14:45 все военные представители Грузии покинули расположение Объединённого штаба миротворцев, ссылаясь на приказ своего командования[5].
  - В 16:56 было опубликовано заявление секретаря Совета безопасности Южной Осетии Анатолия Баранкевича, в котором говорилось: «Уверения президента Грузии о том, что с их стороны будет проявлено максимум сдержанности в решении грузино-осетинского конфликта, в очередной раз оказались лживыми. Под прикрытием этих заявлений со стороны Гори выдвигается большая колонна бронетехники. В её составе танки, БМП, БТРы, около тысячи человек личного состава. Развёрнуто несколько огневых позиций самоходных гаубиц. В районе Гори развёрнуто 27 реактивных систем залпового огня. Около трёх часов идёт обстрел села Хетагурово из тяжёлого вооружения, в том числе из 152-мм орудий. Несколько кварталов села горит. Всё это говорит о том, что Грузия начинает широкомасштабную военную агрессию против Республики Южная Осетия.(…) Хочу подчеркнуть ещё одну деталь. За 15—20 минут до начала артиллерийского обстрела Хетагурова и других населённых пунктов РЮО, грузинские наблюдатели, которые входят в состав Объединённого штаба Смешанных сил по поддержанию мира, спешно покинули свои места службы. То есть они заранее были предупреждены и знали, что будет открыт ураганный артиллерийский огонь, и уехали. Это лишний раз говорит о том, что миротворческие функции грузинская сторона не выполняет»[14][15].
  - В 19:40 по всем каналам грузинского телевидения выступил президент Грузии Михаил Саакашвили, который, в частности, заявил, что им отдан приказ не открывать ответного огня в зоне конфликта[5].
  - В 22:35 началась широкомасштабная агрессия против Южной Осетии[5].

В ночь на 8 августа (ок. 00:15 мск) грузинские войска подвергли Цхинвали обстрелу из реактивных установок «Град», а примерно в 03:30 мск начали штурм города с применением танков.

## 7 августа

### Версии датировки начала российского вторжения
По версии Саакашвили, высказанной вскоре после окончания войны, начало военных действий было реакцией на южноосетинские провокации и непосредственную угрозу российского нападения. Грузия имела надёжную информацию, полученную в результате перехвата телефонного разговора, о том, что утром 7 августа колонна из 150 российских танков прошла через Рокский тоннель и вторглась в Южную Осетию.
С тезисом об оборонительном характере действий грузинских войск согласен американский исследователь современной России Джон Барретт Данлоп, который указывал на эскалацию конфликта южноосетинской стороной при поддержке России в начале августа 2008 года и развёртывание российских войск на границе с Грузией задолго до официальной даты начала войны. Сходной точки зрения придерживался в своей книге о войне американский дипломат и политический аналитик Рональд Дитрих Асмус.
Некоторые российские СМИ (пермская газета от 15 августа, «Красная звезда» от 3 сентября) утверждали, ссылаясь на участников боевых действий, что часть подразделений российской 58-й армии выдвинулась в Южную Осетию из Северной Осетии 7 августа. Позднее представитель российского министерства обороны сказал, что более ранняя дата была поставлена по ошибке. В сентябре 2008 года грузинская сторона опубликовала материалы, которые, по их утверждению, были получены разведкой Грузии в ночь с 6 на 7 августа: материалы включали записи разговора, которые, как утверждалось, принадлежат южноосетинским пограничникам. При этом, как отмечает The New York Times, из фраз (вопрос «Послушай, бронетехника пришла или как?» и ответ «Бронетехника и люди») нельзя сделать выводов о количестве единиц бронетехники или указаний на то, что российские силы в то время участвовали в боевых действиях. В материалах утверждалось, что некоторые подразделения российской 58-й армии (предположительно, из состава 135-го мотострелкового полка) начали выдвигаться в Южную Осетию из Северной Осетии через Рокский туннель в ночь с 6 на 7 августа. Утверждается, что данные радиоперехвата были доложены грузинскому руководству буквально в течение нескольких часов с момента их получения, однако оригиналы были утеряны при переносе деятельности группы слежения из Тбилиси в город Гори в Центральной Грузии, а вновь обнаружены были лишь через месяц. Независимые эксперты, проводившие анализ представленных Грузией материалов, не смогли ни подтвердить, ни опровергнуть их подлинность и привязку к определённому времени, однако утверждения Грузии о передвижениях российских войск отчасти подтверждаются данными западной разведки, по которым два батальона 135-го полка прошли через тоннель в Южную Осетию либо ночью 7 августа, либо рано утром 8 августа. Кроме этого, по данным той же разведки, к размещённому на границе с Южной Осетией российскому гарнизону было добавлено мотострелковое подразделение с поручением контролировать северный конец тоннеля. В представленных грузинской стороной материалах фигурируют телефонные номера грузинского сотового оператора, хотя, как писал «Коммерсантъ», по данным Южной Осетии, «в последнее время все чиновники и военнослужащие пользовались исключительно услугами российского оператора „МегаФон“».
Российский генерал-лейтенант Николай Уваров, к которому обратились за комментариями журналисты газеты New York Times, выдвинул версию проведения 7 августа плановой ротации, усиления или снабжения российского миротворческого батальона: «Военная техника регулярно входила в Южную Осетию или покидала её, осуществляя снабжение размещённого там российского миротворческого контингента». Эти доводы были отвергнуты грузинской стороной: «В соответствии с соглашениями о миротворческой миссии, которые обе стороны подписали в 2004 году, ротация российского миротворческого батальона могла осуществляться только в дневное время и с предварительного уведомления как минимум за месяц». Военный обозреватель пресс-службы МГК КПРФ Павел Лыткин также высказывал сомнения относительно официальной дислокации 58-й армии, ссылаясь на мнения военных экспертов, что перебросить армейские силы за такое время из мест постоянной дислокации было невозможно технически.
В пользу версии бывший советник Путина Андрей Илларионов указывал на прошедший вечером 7 августа сюжет в программе «Вести» российского ТВ, в котором показана прямая речь президента Абхазии С.Багапша: «Я говорил с президентом Южной Осетии. Там сейчас более-менее стабилизировано. Туда вошел батальон Северо-Кавказского округа. Все вооруженные силы привести в боевую готовность».
Через месяц после начала конфликта заместитель госсекретаря США по странам Европы и Евразии Дэниэл Фрид заявил на слушаниях в комитете палаты представителей конгресса по иностранным делам США, что американская администрация всё ещё продолжает изучать хронологию событий и действий сторон. По его словам, «7 августа грузины сказали нам, что российские бронированные машины вошли в Рокский туннель на границе между Россией и Грузией, и грузины сказали нам, что они опасаются, что русские собираются нанести удар по Грузии… Действительно, грузины считали, что они (русские) уже были в Рокском туннеле, когда они (грузины) приняли решение выступить против Цхинвали и, насколько я понимаю, грузины считали, что говорят нам правду, но я, сидя здесь, не могу сказать, что я знаю из независимых источников, что это является правдой». В ответ на вопрос, располагает ли администрация США данными о точной хронологии происходившего в Рокском тоннеле из независимых источников, он сказал: «Пока нет». Фрид при этом подтвердил, что администрация Буша «громко, однозначно и неоднократно» предупреждала руководство Грузии не вступать в военные действия против России, но при этом не смог ответить, почему Грузия пошла на силовые действия вопреки предупреждениям США.
По результатам представленного в 2009 году отчёта независимой Международной комиссии по расследованию обстоятельств войны, отсчёт датировки полномасштабной войны ведётся с момента начала обстрела Цхинвали — Событие было принято за отправную точку в виде кульминации периода вооружённых провокаций. Комиссия не обнаружила неоспоримых свидетельств ввода российских войск 7 августа, однако отметила подозрительную предвоенную активность российской стороны в виде обучения и экипировки южноосетинских бойцов, допуске в зону намечающегося конфликта добровольцев или наемников с территории Российской Федерации, также были отмечены действия российской авиации ранним утром 8 августа (до официально заявленного времени начала её применения). В судебном решении ЕСПЧ от 2021 года отсчёт активной фазы вёлся уже после начала обстрела и при однозначно подтверждённом присутствии российских немиротворческих сил.
Среди основных аргументов, выдвигаемых против версии о «российском военном вторжении 7 августа» — отсутствие соответствующих заявлений грузинских властей во время войны. Как писал 16 сентября немецкий журнал Spiegel, к утру 7 августа грузинская сторона сосредоточила на границе с Южной Осетией около 12 тысяч человек и семьдесят пять танков возле Гори. Со ссылкой на данные разведки было написано, что «российская армия начала огонь не ранее 7:30 утра 8 августа <и> начала свой марш из Северной Осетии через Рокский тоннель не ранее 11 часов утра. Такая последовательность событий говорит о том, что Москва не проводила агрессию, а просто действовала в ответ». По словам полковника германского Генштаба Вольфганга Рихтера, находившегося в тот период в Тбилиси, «грузины в определённой мере „лгали“ о передвижениях войск». Как заявил Рихтер, он не смог найти доказательств заявлений Саакашвили о том, что «русские выдвинулись в Рокский тоннель ещё до того, как Тбилиси отдал приказ наступать». В то же время Spiegel упомянули и о проблемном для российской стороны интервью капитана Сидристого в газете Красная звезда, в изначальной версии которого подтверждалось предположение о начале действий российских войск 7 августа. 12 октября 2008 года Джонатан Литтелл, комментируя утверждения грузинской стороны о том, что артобстрел и нападение на Цхинвал произошло после того, как «сотни российских танков уже прошли по Рокскому туннелю, связывающему Южную Осетию с Россией, чтобы начать вторжение», заявлял: «Эта точка зрения проблематична потому, что противоречит всем заявлениям, которые грузинская сторона делала во время событий». По его мнению, до 8 августа никто публично не говорил о российских танках, также он привёл слова посла Франции в Грузии Эрика Фурнье: «Грузины не звонили своим европейским союзникам со словами: русские нас атакуют».
Отмечался характер боевых действий грузинской армии в начальный период войны. 20 декабря 2008 года Би-Би-Си привела мнение бывшего министра обороны Грузии Георгия Каркарашвили: «По мнению экс-министра, утверждениям грузинских военных о том, что грузинская армия вела на территории Южной Осетии лишь оборонительные действия, явно противоречит хоть и краткосрочное, но закрепление в Цхинвали центральной группировки войск. И это в то время, когда она, по логике, должна была быть сосредоточенной на направлении Рокского тоннеля, откуда, как утверждала грузинская сторона, продолжала продвигаться живая сила и техника российской армии». «Независимая газета» писала: «Если на Грузию через Рокский тоннель двигались российские войска, бомбить Цхинвал было бессмысленно. Бомбить следовало Джаву и Транскам. Высаживать десант у тоннеля». Заявлялось, что не Грузия, а Россия через несколько часов после начала войны потребовала экстренно собрать Совбез ООН для обсуждения событий в Южной Осетии.

### Подготовка к артиллерийскому обстрелу
Согласно отчёту Международной комиссии по расследованию обстоятельств войны, 7 августа в 23.35 грузинские артиллерийские части провели обстрел Цхинвали (осет. Цхинвал) дымовыми шашками, а затем в 23.50 открыли огонь как по неподвижным, так и по движущимся целям. По словам представителей правительства Грузии, этот временной интервал должен был дать гражданскому населению достаточно времени, чтобы покинуть опасные зоны или найти убежище.

## 8 августа
Цхинвали: Ночью 8 августа (ок. 00:15) грузинские войска начали обстрел Цхинвали из реактивных установок «Град», а примерно в 03:30 начали штурм города с применением танков.
Согласно заявлению секретаря Совбеза Грузии А. Ломая, обстрелу из «Градов» подверглась только расположенная на южной окраине Цхинвали база смешанных сил по поддержанию мира (ССПМ), на которой нелегально размещался наводчик осетинской артиллерии (что было позднее подтверждено осетинскими СМИ). За несколько минут до начала операции грузинских сил командующему ССПМ генералу Мурату Кулахметову сообщили по телефону из Тбилиси об отмене перемирия. На экстренно созванном брифинге в штабе ССПМ (в центре Цхинвали) Кулахметов заявил журналистам, что «грузинская сторона фактически объявила Южной Осетии войну».
Цхинвали: В 00:30 мск командующий грузинским батальоном ССПМ генерал Мамука Курашвили объявил в эфире телеканала «Рустави-2», что, в связи с отказом осетинской стороны от диалога для стабилизации обстановки грузинская сторона «приняла решение о восстановлении конституционного порядка в зоне конфликта». М. Курашвили призвал российских миротворцев, дислоцированных в Цхинвали, не вмешиваться в бой. По итогу обстрелов базы ССПМ 15 российских военнослужащих было убито, несколько десятков — ранено. Подполковнику Константину Тимерману, руководившему обороной базы, впоследствии было присвоено звание «Герой Российской Федерации».
Парламент Южной Осетии обратился с просьбой о помощи к российскому руководству.
По требованию России в 07:00 мск было созвано экстренное заседание Совета Безопасности ООН. Постоянный представитель России при ООН Виталий Чуркин заявил, что Совет Безопасности должен потребовать незамедлительного прекращения насилия в Южной Осетии. Он охарактеризовал происходящее как «откровенно агрессивные действия грузинских силовых структур в отношении Южной Осетии — международно признанной стороны в конфликте».

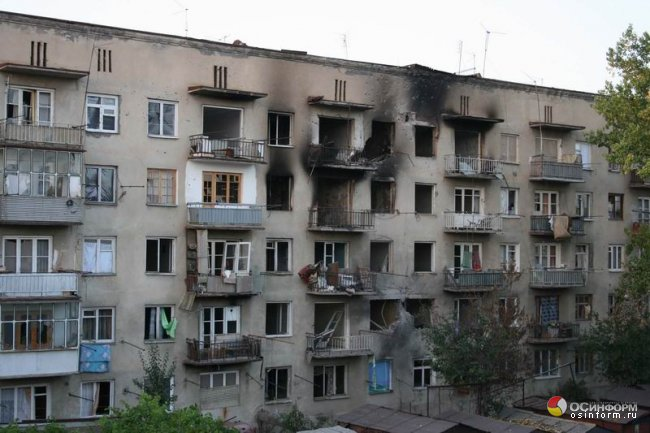
Здание в Цхинвали после боёв за город

По словам Чуркина, «буквально через несколько часов после достижения договорённости о проведении переговоров по урегулированию нового витка грузино-югоосетинского конфликта грузинские военные подразделения предприняли вероломное массированное нападение на Цхинвали… Ведётся массированный артиллерийский обстрел мирного населения, стариков и детей из систем залпового огня „Град“, а также орудий и крупнокалиберных миномётов. В центре столицы Южной Осетии рвутся снаряды, десятки домов охвачены пламенем. По имеющимся сообщениям, в 03:00 по местному времени грузинские танки и пехота начали атаку на южные районы Цхинвали… Несколько часов назад командующий миротворческим контингентом Вооружённых сил Грузии генерал Курашвили заявил перед телекамерами, что в Тбилиси принято решение „восстановить конституционный порядок в Южной Осетии“, то есть решить многолетний конфликт военным путём». Членам Совета, однако, не удалось согласовать текст совместного заявления.
К утру МВД Грузии распространило информацию о том, что «под контроль правительственных сил взяты села Мугут, Дидмуха и Дмениси, а также окраины города Цхинвали».
Около 10 часов госминистр по реинтеграции Грузии Темур Якобашвили призвал Россию вмешаться в грузино-осетинский конфликт в качестве «настоящего миротворца». Якобашвили также заявил, что Грузия контролирует «почти все» населённые пункты Южной Осетии, кроме Цхинвала и Джавы.
Гори и Тбилиси: Утром российская авиация приступила к бомбардировке целей на территории Грузии. Согласно заявлениям российских военных, «самолёты накрывали только военные объекты: военная база в Гори, аэродромы Вазиани и Марнеули, где базируются самолёты Су-25 и Л-39, а также РЛС в 40 километрах от Тбилиси».
Хронология российского вторжения в изложении грузинской стороны:
- 05:30 — через Рокский тоннель в Южную Осетию вступили первые российские войска, которые, миновав посёлок Джава, пересекли Гуфтинский мост и двинулись в направлении Цхинвали.
- 09:45 — по сообщениям очевидцев, близ деревни Шайшвеби, в 300—500 м от грузинской военной РЛС, российским самолётом сброшено от 3 до 5 бомб.
- 10:30 — российские бомбардировщики Су-24 подвергли бомбардировке село Вариани в районе Карели; семь мирных граждан получили ранения.
- 10:50 — в районе Рокского перевала в грузинское воздушное пространство вошли шесть бомбардировщиков Су-24. В 10:57 два из них сбросили три бомбы на Гори.
- 11:45 — четыре Су-24 вторглись в грузинское воздушное пространство со стороны Казбекского района Российской Федерации. Два из них, миновав Тбилиси, два раза облетели Марнеули. Два других совершили облёт Гудаури.
- 11:45 — аварийная служба гражданской авиации доложила о получении сигналов с разбившегося летательного аппарата — предположительно, российского боевого самолёта — в округе Иури, в 17 км к югу от Гори.
- К 12 часам дня с грузинской стороны погибло уже шестеро военных и двое гражданских лиц — и ещё 87 человек получили ранения.
- 12:05 — в грузинское воздушное пространство вторгся ещё один Су-24, который продолжал кружить над Цхинвали до 12:15.
- 15:05 — российский военный самолёт вошёл в воздушное пространство Грузии со стороны реки Тедзами и сбросил две бомбы на военный аэродром Вазиани. Российская авиация также нанесла бомбовые удары по военным базам в Марнеули и Болниси. На земле было уничтожено два самолёта. Было также уничтожено несколько зданий, есть погибшие.
- 17:00 — военно-воздушная база в Марнеули подверглась второй бомбардировке, в результате которой несколько человек погибли.
- 17:35 — третья бомбардировка базы в Марнеули, в результате чего один человек погиб и четверо получили ранения. Результатом этих трёх бомбардировок стало уничтожение трёх самолётов Ан-2 и нескольких базировавшихся там военно-транспортных средств.

По словам руководителя информационно-аналитического управления МВД Грузии Шоты Утиашвили, «в 15 часов правительственные силы Грузии контролировали большую часть Южной Осетии».
Лиахвское ущелье: К 5 утра в посёлок Джава (между Цхинвали и российской границей) прибыл руководитель Северной Осетии Таймураз Мамсуров, предложивший свою помощь югоосетинскому руководству. Вместе с ним через Рокский тоннель прибыли многочисленные "добровольцы" из Северной Осетии. Тем временем российские танковые колонны 58-й армии, перешедшие российско-грузинскую границу через Рокский туннель, уже двигались в направлении Цхинвали. Согласно официальным сообщениям, эти силы были направлены в помощь российским миротворцам. Вечером российские войска вступили в прямое боестолкновение с грузинской армией в окрестностях столицы Южной Осетии.
Чёрное море: Российские военные корабли покинули военную базу в Севастополе и двинулись к берегам Грузии.
Грузинская сторона охарактеризовала российское вмешательство как агрессию и объявила мобилизацию резерва. Позднее также было сообщено об отзыве из Ирака половины грузинского контингента — 1000 человек.
Около 17 часов глава МИД Грузии Эка Ткешелашвили призвала зарубежные страны оказать давление на российское руководство, дабы прекратить «прямую военную агрессию» на территории Грузии. Министр иностранных дел России Сергей Лавров напомнил, что ещё утром 8 августа грузинский министр Якобашвили призывал Россию выступить в роли миротворца. «Мы это и делаем», — сказал Лавров.

Вечер 8 августа 2008 года. Два горящих грузинских танка на улице Цхинвали

## 9 августа
Гори, Поти и Кодрское ущелье: Произошло расширение зоны боёв: бомбардировкам российской авиации подверглись порт Поти, военные объекты в Сенаки, Хони, Вазиани и Кодорском ущелье; в результате бомбардировок Гори погибло, по заявлению грузинских властей, 60 мирных жителей.
Цхинвали: Утром помощник главкома сухопутных войск РФ И. Конашенков заявил, что части и подразделения 58-й армии, прибыв на окраину Цхинвали, «приступили к подготовке операции по принуждению к миру в зоне ответственности миротворцев».
Президент Д. А. Медведев начал совещание с министром обороны А. Сердюковым и начальником Генерального штаба Вооружённых сил Н. Макаровым словами: «Наши миротворцы и приданные им части в настоящий момент осуществляют операцию по понуждению грузинской стороны к миру». Никакой информации о официальном документе (указе или приказе), на основании которого начала действия 58-я армия и другие подразделения, обнародовано не было.
Цхинвали: Было сообщено о переброске подразделения 76-й воздушно-десантной дивизии в Цхинвали со штатными боевой техникой и вооружением; ожидались также десантники из Иваново, а также полк спецназа ВДВ из Москвы.
Грузинский парламент утвердил декрет о введении военного положения на всей территории Грузии сроком на 15 дней.
Поти: Около 20:00 местного времени, по сообщению мэра Поти Вано Сагинадзе, в небе над городом появились российские бомбардировщики, но были отогнаны огнём кораблей национальных ВМС, не сумев провести бомбометание.
Чёрное море: Российские корабли вошли в территориальные воды Грузии и приступили к боевому патрулированию.
Поти и Кодрское ущелье: Заметно активизировались абхазские вооружённые формирования, нанеся ракетный удар по военным объектам в Западной Грузии. После 21 часа поступили сообщения о вводе отрядов абхазских вооружённых сил в демилитаризированную зону безопасности в Гальском районе.

## 10 августа
Цхинвали: 10 августа на подступах к столице Южной Осетии шёл бой за Присские высоты, сообщил госкомитет по информации и печати Южной Осетии. Грузинские военные подразделения вновь начали артиллерийский обстрел Цхинвали и ряда населённых пунктов Южной Осетии.
Тбилиси: Российская авиация бомбит окрестности Тбилиси: штурмовики Су-25 сбросили три бомбы на авиазавод «Тбилавиастрой». По сообщению «Эхо Москвы» 11 авг. 06:41: Российская авиация минувшей ночью нанесла бомбовые удары сразу по нескольким городам Грузии: Тбилиси, Батуми, Поти и Зугдиди.
Цхинвали и Лиахвское ущелье: Утром министр внутренних дел Грузии Шота Утиашвили заявил, что Грузия отзывает свои войска из Южной Осетии. Агентство «Reuters» также приводит слова очевидца о том, как из республики отходит грузинская военная колонна с тяжёлой артиллерией. Однако российская сторона отвергла данное заявление министра внутренних дел Грузии; о том, что Грузия лишь перегруппировывает войска, заявил помощник командующего Смешанными силами по поддержанию мира (ССПМ) капитан Владимир Иванов.
Чёрное море: У берегов Абхазии прошёл военно-морской бой; там на тот момент находилась группировка Черноморского флота РФ, состоящая из 2 больших десантных кораблей (включая флагман «Цезарь Куников») и 2 кораблей охранения. Флагман Черноморского флота ТРК «Москва» находился в тот день в районе Новороссийска. В районе патрулирования российских кораблей были обнаружены 5 быстро идущих катеров (2 ракетных и 3 патрульных), которые нарушили границу объявленной Россией зоны безопасности, не реагировали на предупреждения и шли на сближение с кораблями Черноморского флота. В 18:30 один из российских кораблей произвёл предупредительный выстрел зенитной ракетой между катерами, но катера продолжили двигаться на сближение. Тогда в 18:40 МРК «Мираж» выпустил по сторожевому катеру ВМС Грузии «Георгий Торели» 2 крылатые ракеты «Малахит» и затопил его. Оставшиеся 4 катера развернулись назад. В результате скоротечного морского боя был также повреждён ещё один грузинский катер.
МИД Грузии вручил консулу РФ Андрею Смаге ноту, в которой говорилось, что вооруженные силы Грузии прекращают огонь в Южной Осетии согласно распоряжению президента; в документе Грузия также заверяла, что вывела свои войска с территории Южной Осетии. В связи с предложением Саакашвили остановить войну, Россия выдвинула два требования: вывести свои войска из Южной Осетии и подписать соглашение с Южной Осетией о неприменении военной силы.
На территории Абхазии объявлена частичная мобилизация.
Кодрское ущелье: Около 17:00 мск официальный представитель президента Абхазии Кристиан Джания сообщил «Интерфаксу» о том, что абхазские войска вышли на границу с Грузией по реке Ингури.
Лиахвское ущелье: вечером началось уничтожение расположенных севернее Цхинвали грузинских сёл осетинскими силами.

## 11 августа

Карта перемещения войск в Абхазии с 16:00 (мск) 9 августа 2008 до 12:00 (мск) 11 августа 2008

Главной новостью стала информация о том, что российские войска перешли административные границы неподконтрольных Тбилиси автономий и вторглись непосредственно на грузинскую территорию. Вторгшаяся со стороны Абхазии российская армия без боя заняла западногрузинские города Зугдиди и Сенаки. В результате продвижения колонн российской бронетехники грузинские солдаты оставили город Гори.
Продвижение российских войск вглубь территории Грузии позволило абхазским вооруженным формированиям заблокировать группировку грузинских войск в зоне грузино-абхазского противостояния.
«Бездействие» грузинских военных отчасти объясняется подписанием грузинской стороной документа о прекращении огня.
Российские почтовые отделения перестали принимать письма и почтовые переводы в Грузию. Это связано с тем, что был перекрыт основной канал обмена почтой — воздушное сообщение.

## 12 августа

На карте изображена единственная прямая дорога в Северную Осетию из Южной. Также можно увидеть бои 08.08.2008 и территорию ранее подконтрольную Грузии

Премьер-министр Грузии Владимир Гургенидзе заявил, что российские войска вошли в грузинский портовый город Поти. По его словам, под контролем российских войск также города Сенаки и Зугдиди. Писательница Самира Кузнецова, проживавшая в Поти, в своём блоге написала о колонне русской бронетехники, прошедшей 11 августа через центр города.
Представитель Минобороны РФ отверг информацию о взятии Поти, заявив, что «такой задачи никогда не ставилось». По его версии в окрестностях Поти кратко побывала разведка, уже покинувшая местность. При этом он заявил, что разведгруппа не входила в город, а лишь дошла до моста, расположенного близ Поти. Он также заявил, что 11 августа руководство Грузии распускало слухи о том, что российские войска якобы взяли тот или иной грузинский город.
Утром прошла бомбардировка главной площади г. Гори ракетой «Искандер» с кассетной боеголовкой; перед зданием городской администрации, где десятки местных жителей ожидали продовольственную помощь, погибли по меньшей мере 8 человек и были ранены несколько десятков. В числе погибших был нидерландский журналист (кинооператор Стан Сториманс), ещё двое иностранных журналистов были ранены. Грузинские военные, как сообщалось, вывели свои подразделения из Гори накануне ночью. Позднее правозащитная организация Human Rights Watch провела расследование на месте событий и заявила, что в этот день в Гори и Руиси были применены кассетные бомбы РБК-250 с 30 суббоеприпасами ПТАБ-2,5М в каждой, их выводы подтвердила официальная экспертная комиссия правительства Нидерландов. Так как ракеты этого типа состоят на вооружении только российской армии, комиссия пришла к однозначному выводу, что та и произвела атаку. Российское командование отрицает применение российской авиацией кассетных бомб в ходе войны и причастность ВВС РФ к этому обстрелу, российский МИД не признал выводов Нидерландской экспертной комиссии.
Глава МИД Южной Осетии Мурат Джиоев заявил, что впервые за последние дни ночь в Цхинвале прошла относительно спокойно: «В городе ещё слышны разрывы снарядов, кое-где раздаются выстрелы, однако в целом обстановка постепенно нормализуется». В городе введён комендантский час.
Президенты Польши, Литвы, Эстонии, Украины и премьер Латвии совершили беспрецедентный визит в столицу Грузии Тбилиси (которой тогда угрожали российские войска) с целью поддержки грузинского президента.

## 13 августа
Российские войска вошли в Гори.
В Поти российские десантники взорвали три корабля службы береговой охраны пограничного департамента Грузии. Всё это произошло на глазах журналистов. По опубликованным видео- и фотоматериалам взорваны ракетный катер «Диоскурия» и ракетный катер «Тбилиси». По другим сведениям, взорваны 4 катера: сторожевой «Айети», переданный грузинской стороне Германией; патрульный катер проекта Р-205 (в 2007 году полностью модернизирован в рамках программы помощи со стороны правительства США); патрульный катер «Грифи» Р-Р-204 (передан правительством Украины); патрульный катер Р-01 (передан правительством США).
На сайте азербайджанского информагентства Trend News приводятся слова президента Грузии Михаила Саакашвили, заявившего, что «российские военные в Поти намеревались авиаударом уничтожить грузинские суда, но местные власти попросили не бомбить город, и тогда они уничтожили наши суда взрывчаткой».

## 14 августа
Российские танки вошли в портовый грузинский город Поти, сообщило «Эхо Москвы» со ссылкой на «Рейтер». Об этом также передало агентство Ассошиэйтед Пресс со ссылкой на представителя грузинского МИД Нато Чиковани.

## 16 августа
16 августа президент России Дмитрий Медведев поставил подпись под планом по мирному урегулированию конфликта. До этого документ подписали руководители непризнанных государств Южная Осетия и Абхазия, а также президент Грузии Михаил Саакашвили. Подписание этого документа сторонами конфликта окончательно обозначило завершение военных действий.

## Зона грузино-абхазского конфликта
Развитие событий в зоне грузино-абхазского конфликта проходило под пристальным наблюдением Миссии ООН по наблюдению в Грузии (МООННГ). По состоянию на начало августа 2008 года, МООННГ располагала 136 военными наблюдателями, на местах в различных точках работали 18 полицейских ООН и 311 гражданских сотрудников. Главные задачи Миссии заключаются в мониторинге и контроле за осуществлением грузинской и абхазской сторонами соглашения 1994 года о прекращении огня, в содействии созданию благоприятных условий для возвращения внутренне перемещённых лиц и беженцев и в поощрении политического урегулирования конфликта.
По сообщению президента самопровозглашённой Республики Абхазия Сергея Багапша, 8 августа, в связи с обострением грузино-осетинского конфликта, вооружённые силы Абхазии были выдвинуты к границе с Грузией. 8 августа в Абхазии прошла запись в добровольцы, записавшихся перебросили в Южную Осетию.
Ближе к вечеру 9 августа Абхазия начала операцию в Кодорском ущелье, направленную на вытеснение грузинских войск со своей территории.
10 августа на заседании Совета безопасности ООН помощник Генерального секретаря ООН по операциям по поддержанию мира Эдмон Муле привёл имеющиеся у ООН данные о развитии ситуации в Абхазии:
- За последние два дня абхазская сторона осуществила переброску войск и тяжёлых вооружений в зону грузино-абхазского конфликта. Этому передвижению первоначально препятствовали миротворческие силы СНГ, однако 9 августа их командующий — генерал Чабан — проинформировал МООННГ о том, что они уже не в состоянии помешать абхазской стороне осуществить переброску вооружений и войск в зону. МООННГ подтвердила, что миротворцы СНГ не предприняли усилий к тому, чтобы остановить такое развёртывание. Абхазские войска и тяжёлые вооружения расположились вдоль всей линии прекращения огня.
- Утром 9 августа абхазский заместитель министра обороны предложил МООННГ вывести своих наблюдателей из Верхнего Кодорского ущелья, поскольку их безопасность не может больше гарантироваться. МООННГ вывела из этого района всех 15 наблюдателей. Вслед за этим абхазские власти объявили о решении, принятом президентом Багапшем, выбить грузинские вооружённые силы из Верхнего Кодорского ущелья.
- Начиная со второй половины дня 9 августа, МООННГ сообщала о продолжающихся бомбардировках с воздуха грузинских сёл в Верхнем Кодорском ущелье. Миссия также отмечала переброску абхазской стороной большого числа тяжёлой военной техники и войск в направлении Кодорского ущелья.
- Утром 10 августа абхазский президент Багапш объявил на пресс-конференции, что операция абхазской стороны в Верхнем Кодорском ущелье проходит согласно плану. Он заявил, что грузинским мирным гражданам и военнослужащим предъявлен ультиматум с тем, чтобы они покинули Верхнее Кодорское ущелье. Багапш заявил также, что его сторона координирует свою деятельность с миротворческими силами СНГ в целях восстановления порядка в зоне ответственности миротворцев. Он сказал, что Сухуми обратился с просьбой к России принять меры по укреплению абхазской морской границы. Он отметил, что переговоры с Грузией могут начаться только после завершения нынешних абхазских операций.
- МООННГ получила информацию из различных источников о том, что большая часть гражданского населения Верхнего Кодорского ущелья покинула этот район.
- МООННГ отмечал, что утром 10 августа в направлении зоны конфликта выдвинулся российский десантный батальон. МООННГ также сообщает, что в аэропорту Сухуми начиная с вечера 9 августа совершают посадку транспортные самолёты ИЛ-76. По-видимому, к берегам Абхазии также подошёл ряд российских кораблей Черноморского флота.
- Абхазскими силами были нанесены бомбовые удары вблизи грузинского города Зугдиди, вызвав панику среди местных жителей, многие из которых пытаются найти защиту в расположенной здесь региональной штаб-квартире МООННГ.
- В результате роста напряжённости и нанесения бомбовых ударов в районе оперативной деятельности Миссии, МООННГ была вынуждена свернуть свои операции и сейчас осуществляет только необходимое патрулирование. Миссия продолжает поддерживать связи со сторонами и с миротворцами СНГ. На данный момент МООННГ не наблюдала крупной переброски сил или оружия в зону конфликта с грузинской стороны. Пока что единственные замеченные мероприятия заключались в укреплении существующих позиций вдоль линии прекращения огня.
- В общем, за исключением бомбардировки верхней части Кодорского ущелья и целей вблизи от Зугдиди, включая военную базу в Сенаки, по-видимому, в зоне действия МООННГ пока что не произошло никаких прямых столкновений.

По словам начальника Генштаба ВС Республики Абхазия Анатолия Зайцева, 12 августа, в 4:00 мск была проведена разведка, которая выяснила, что грузинские войска остались на территории Кодорского ущелья. В 5:00 мск вооружёнными силами Республики Абхазия были проведены бомбовые, а затем артиллерийские удары по данному пункту. Не позднее 8:30 мск абхазская армия вошла в верхнюю часть Кодорского ущелья. В 10:00 утра в районе села Чхалта был высажен десант с вертолётов. К 11:00 грузинские войска, находящиеся в верхней части Кодорского ущелья, были взяты в окружение вооружёнными силами Абхазии в населённых пунктах между Ажарой и Чхалтой.
В административном центре Ажара в верхней части Кодорского ущелья был поднят абхазский флаг. К 11:30 абхазские войска взяли под свой контроль большую часть территории Кодорского ущелья. К 13:00 вооружённые силы Абхазии полностью разгромили грузинские войска в районе Чхалты, взяв под свой контроль это село в Верхних Кодорах. К 15:00 абхазская армия освободила почти всю территорию Кодорского ущелья. Им оставалось вытеснить грузинские войска только из двух высокогорных сёл в Кодори — Омаришара и Сакен.
К вечеру вооружённые силы Абхазии завершили «операцию по выдавливанию грузинской армии и других структур Грузии из верхней части Кодорского ущелья».